# Litsea kakkachensis
Litsea kakkachensis är en lagerväxtart som beskrevs av R.Ganesan. Litsea kakkachensis ingår i släktet Litsea och familjen lagerväxter. Inga underarter finns listade i Catalogue of Life.